# فام تان لونگ
فام تان لونگ (انگلیسی: Pham Thanh Luong؛ زادهٔ ۱۰ سپتامبر ۱۹۸۸) یک بازیکن فوتبال اهل ویتنام است.
وی همچنین در تیم ملی فوتبال ویتنام بازی کرده است.